# مری ماتیلدا بتام
مری ماتیلدا بتام، که توسط خانواده و دوستان با نام ماتیلدا بتام شناخته می‌شود، متولد ۱۶ نوامبر ۱۷۷۶ و متوفی ۳۰ سپتامبر ۱۸۵۲بود، ماتیلدا روزنامه‌نگار انگلیسی، شاعر، زن ادیب و نقاش پرتره مینیاتور انگلیسی بود. او از سال ۱۸۰۴ تا ۱۸۱۶ در آکادمی سلطنتی هنر به نمایش آثار خود پرداخت. او چهار کتاب در طول زندگی اش منتشر کرد. اولین کتاب از چهار کتاب او در سال ۱۷۹۷ منتشر شد. در سال ۱۸۰۴ موفق شد فرهنگ زندگی‌نامه زنان مشهور در هر عصر و کشوری را منتشر کند، این کتاب حاصل ۶ سال تحقیقات وی بود.

## اوایل زندگی
بتام بزرگ‌ترین فرزند از ۱۴ فرزند کشیش ویلیام بتام از استانهم اسپال، سافک و مری دامانت از ای، سافک بود پدرش در مورد شجره نامه بارونتاژ سلطنتی و انگلیسی تحقیق و کتابی منتشر کرد. پدر او همچنین یک مدیر مدرسه و کشیش کلیسا در روستای استوک لیسی، در شهرستان هرفوردشر بود.
بتام در ۱ ژانویه ۱۷۷۷ غسل تعمید داده شد و در استونهام آسپال بزرگ شد. گفته می‌شود که او دوران کودکی شادی را پشت سر گذاشته‌است که به دلیل ضعف سلامتی خدشه دار شده‌است. او تا حد زیادی در کتابخانه پدرش خودآموز بود، و کلکسیونی از علاقمندی‌هایش به تاریخ و ادبیات جمع‌آوری کرده بود. او ادعا کرد که زیان اصلی از عدم حضورش در مدرسه این بود که هنر دفاع از خود را یادنگرفت. بتام از دوران جوانی شعر می‌گفت و نمایشنامه و تاریخ را با ولع می‌خواند. «برای جلوگیری از کتاب خوانی بیش از حد زیادش او را به آموزش خیاطی فرستادند». بتام در طول سفر به لندن یادگرفت که فرانسوی صحبت کند. برادر کوچکتر او ویلیام بتام (۱۷۷۹–۱۸۵۳) بود.
با بزرگ شدن خانواده اثاثیه خانواده برای تأمین مخارج فروخته شد، و اگرچه او از خانه رانده نشد، اما احساس کرد که باید مخارج خود را تأمین کند؛ بنابراین با نقاشی‌های پرتره به کسب درآمد پرداخت. در طول سفر همراه عمویش ادوارد بیتهام در لندن بود که او برای دنبال کردن نقاشی و کشف استعدادهای ادبی خود الهام گرفت. خانواده اش در مرکز فعالیت‌های ادبی و هنری زندگی می‌کردند. هنگام بازدید از بیتهام، با هنرمند جان اوپی، که به پسر عمویش، جین بیتهام، آموزش می‌داد، ملاقات کرد و در طول اقامتش از او درس‌هایی دریافت کرد. بتام همچنین توسط عمویش که یک ناشر بود تشویق شد تا استعدادهای ادبی خود را کشف کند. او در سال ۱۷۹۶ نزد ویلیام وردزورث و ایتالیایی نزد اوتینو ایزولا در کمبریج آموزش دید.

## بزرگسالی

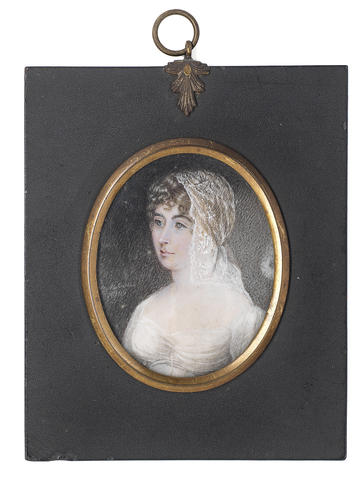
مری ماتیلدا بتام، سارا کولریج (خانم. ساموئل تیلور کولریج)، مینیاتور پرتره، ۱۸۰۹

در سال ۱۷۹۷، بتام کتابی با نام مرثیه‌ها و دیگر اشعار کوچک شامل اشعار ایتالیایی ترجمه شده به انگلیسی که شامل شعر آرتور و آلبینا نیز بود را نوشت. ساموئل تیلور کولریج، در سال ۱۸۰۲ نامه ای با عنوان " به ماتیلدا از یک غریبه" را نوشت، در این نامه، ساموئل از احساسات خود نسبت به اشعار بتام نوشت و او را با سافو مقایسه و تشویق به ادامه شعر گفتن کرد. لیدی شارلوت بدینگفیلد و خانواده اش از دیگر مشوقین او بودندبودند.

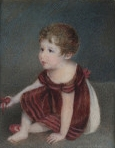
پرتره هربرت ساوتی، ۱۸۰۹

بتام پرتره‌های دلپذیر و ظریفی را نقاشی کرد که در آکادمی سلطنتی هنر از سال ۱۸۰۴ تا ۱۸۱۶ به نمایش گذاشت تا راهی برای استقلال مالی از والدینش که فرزندان زیادی برای بزرگ کردن داشتند، باشد. در این نمایشگاه‌ها، پرتره‌های هریوت بوکلرک، دوشس سنت آلبانز، شاعر جورج دایر ، کنتس دیزارت، و پدر بتام و سایر اعضای خانواده نیز به نمایش گذاشته شدند.
پس از ۶ سال تحقیقات بی وقفه، در سال ۱۸۰۴، او فرهنگ زندگی‌نامه زنان مشهور در هر عصر و کشور را منتشر کرد. این فرهنگنامه شامل بیوگرافی کوتاهی از مریم مجدلیه، کلئوپاترا، بوانی هند شرقی، مادام رولاند و دیگر زنان برجسته تاریخی از سراسر جهان بود. دومین کتاب شعر او ۴ سال بعد منتشر شد. بتام همچنین دوست صمیمی رابرت ساوتی و همسرش، آنا لتیتیا بارباولد و همسرش، و چارلز و خواهرش مری بود. دیگر آشنایان در آن دوره اوپی، فرانسیس هولکرافت، هانا مور، ژرمن دو استائل و ساموئل تیلور کولریج بودند. او پرتره‌هایی از کلریج‌ها و ساوتی‌ها ساخت و شعری برای ازدواج اما ایزولا، دختر خوانده لمب، با ادوارد ماکسن نوشت.
سایر آثار بتام به صورت ناشناس در مجلات منتشر شد، در حالی که خوانش شکسپیر عمومی در لندن را نیز انجام می‌داد. بهترین شعر او دو بیتی دفن ماری (۱۸۱۶)، بر اساس داستان ماری دو فرانس، شاعر قرون وسطایی، همراه یک ضمیمه علمی بود. طوریکه رابرت ساوتی گفته بود «احتمالاً او بهترین شاعر عصر خود خواهد بود.»
پس از یک سلسله وخامت اوضاع، از هم گسیختگی سلامت، بدبختی‌ها و شرایط خانوادگی به کشور بازگشت و حرفه ادبی را کنار گذاشت. علت نیز اتفاقاتی بود که بعد از چاپ کتاب دفن ماری اتفاق افاد. به‌طور مثال در آگهی تبلیغات کتاب او، نام قهرمان اصلی را به اشتباه ماریو نوشته بودند و بسیاری از کتاب‌های چاپی کپک زده بودند، در نتیجه او به خاطر هزینه‌های تبلیغات و انتشار در مضیقه مالی بود. او تهیدست شد و سعی کرد برای نقاشی پرتره شغلی به دست آورد. اما اینکار نیز بخاطر لباس‌های کهنه اش بسیار دشوار شده بود.
بعد از تمامی این اتفاقات، او دچار اختلالات روانی شد ودر ۱۷ ژوئن ۱۸۱۹، توسط خانواده اش به یک آسایشگاه روانی منتقل شد، در سال ۱۸۲۰ دوباره به‌طور عادی رفتار و صحبت کند. بتام اظهار داشت که او پس از کار سخت و استرس عاطفی ناشی از انتشار دفن ماری دچار «تب عصبی» شده‌است و احساس می‌کرد که به ناحق در این شرایط قرار گرفته‌است. بتام پس از آزادی به لندن نقل مکان کرد و آدرس خود را مخفی نگه داشت. جورج دایر از صندوق ادبی سلطنتی که برای کمک به نویسندگان در سال ۱۷۹۰ توسط دیوید ویلیامز تأسیس شده بود، برای ماری درخواست کمک کرد.
بتام همواره مدافع حقوق زنان بود و خواستار مشارکت بیشتر زنان در امور پارلمانی بود. از اقدامات او در این راستا می‌توان به دفاعیه او از ملکه کارولین اشاره نمود. در سال ۱۸۲۰، با به تخت نشستن جرج چهارم، همسر سابق او، ملکه کارولین که تا آن زمان در ایتالیا به سر می‌برد، به انگلستان بازگشت تا مدعی حقوقش به عنوان ملکه شود. بازگشت او با استقبال مردم روبرو شد زیرا او را زنی می‌دیدند که با بی مهری همسرش که پادشاهی منفور در اذهان عمومی بود، واقع شده بود. شاه جرج چهارم در مقابل این حق خواهی لایحه ای را تقدیم مجلس اعیان کرد که ملکه کارولین را از این حقوق محروم و ازدواج آنها را به دلیل روابط نامشروع کارولین باطل می‌ساخت.
بتام در این حین چالشی برای زنان مطرح و اعلام کرد و بانوان بخش‌های مختلف پادشاهی را برای همدردی و همراهی ملکه کارولین، ملکه بریتانیا و ایرلند را گرد هم آورد. او از زنان خواست تا از ملکه در برابر آزار و اذیت دولتی و اتهاماتی که در طول ازدواج سخت او با پادشاه جورج چهارم مطرح شده، حمایت کنند و طوماری را برای حمایت امضا کنند.
سرانجام مسئله پیش آمده با مرگ ملکه کارولین بر اثر مسمومیت در ۷ اوت ۱۸۲۱ به پایان رسید.

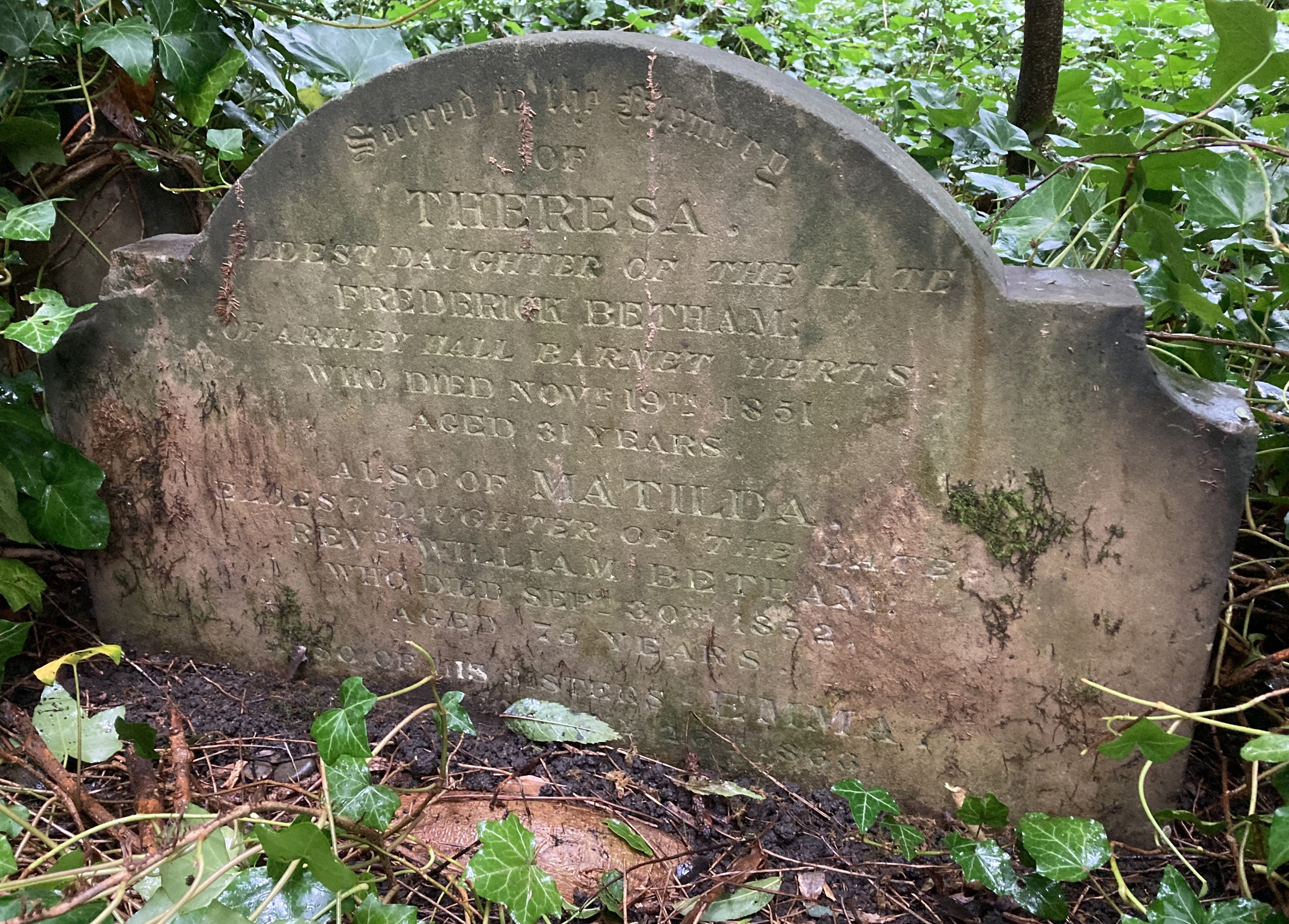
قبر مری ماتیلدا بتام در قبرستان هایگیت

پس از این اتفاق بتام دوباره دچار مشکلات روحی و روانی شد و در سال ۱۸۲۲ توسط خانواده اش به یک تیمارستان منتقل شد. در دهه ۱۸۳۰ او با پدر و مادرش در ایزلینگتون زندگی می‌کرد. حدود سال ۱۸۳۶، بتام در شعری با نام غزل و آیات، از مرگ چند خواهر و برادر کوچکترش ابراز تأسف کرد. داستان دو مرد مسموم در دراماتیک اسکچ در سال ۱۸۳۶ منتشر شد. در اواخر دهه ۱۸۳۰ در حالیکه در موزه بریتانیا مطالعه می‌کرد، نمایشنامه ای با نام هرمودن نوشت که نسخه خطی آن، گم شد و همچنان منتشر نشده باقی مانده‌است. گزارش شده‌است که او در سال ۱۸۳۰ در موزه بریتانیا درس می‌خواند.
بتام سال‌های آخر زندگی را در لندن سپری کرد. او به دوستی‌ها، عشق به ادبیات، شوخ‌طبعی و گفتگو و حضور سرگرم‌کننده اش را پرداخت. با این حال، وضعیت مالی بدی داشت. او نتوانست کمک‌های وعده داده شده برای چاپ دستنوشته خود به نام پرواز کلاغ تیغ دار را دریافت کند. بتام زمانی که از دوستانش نسخه‌هایی از شعرهایی را که به آنها داده بود درخواست کرد، مورد سرزنش قرار گرفت و نتوانست اشعار خود را باز پس گیرد. برخی از دست نوشته‌های او به‌طور تصادفی در استونهام سوزانده شدند.
بتام در ۳۰ سپتامبر ۱۸۵۲ در ۵۲ خیابان برتون در لندن درگذشت، و در ضلع غربی قبرستان هایگیت همراه با خواهر بزرگش ترزا که یک سال پیش از آن مرده بود به خاک سپرده شد. برخی از نامه‌های او، همراه با طرحی بیوگرافی، در شش داستان زندگی زنان مشهور (۱۸۸۰) توسط خواهرزاده‌اش، رمان‌نویس ماتیلدا بتام-ادواردز، آمده‌است، اما بتام-ادواردز همچنین بسیاری از نامه‌های بتام را سوزاند. ادواردز بیوگرافی او را در چهره‌های دوستانه سه ملیت منتشر کرد.

## آثار

### آثار ادبی
- مرثیه‌ها و اشعار کوچک دیگر. Ipswich: Jermyn & Forster, London: Longmans. 1797. OCLC 8660173.
- دیکشنری بیوگرافی زنان مفتخر در هر عصر و کشوری. لندن: بی کراسبی. 1804. OCLC ۳۵۰۲۹۱۴۱.
- اشعار. لندن: هاچارد. 1808. OCLC ۱۳۲۸۸۴۷۷.
- لای ماری. لندن: رولند هانتر. 1816. OCLC ۱۱۴۰۸۴۲۰.
- وینیت: در بیت. لندن: رولند هانتر. 1818. OCLC ۲۲۶۹۲۵۸۴.
- مری ماتیلدا بتام (۱۸۲۱). مورد ماتیلدا بتام. لندن: موزس چاپ.
- کارولین، همسر ملکه جورج چهارم پادشاه بریتانیای کبیر. کارولین، همسر ملکه جورج چهارم پادشاه بریتانیای کبیر. لندن: موسی. 1821. OCLC ۳۴۵۹۳۴۷۶.
- اظهارات در مورد تاجگذاری، به عنوان احترام به ملکه: و در مورد موارد اخیر به نام خودکشی. لندن. 1821. OCLC ۵۶۸۰۴۳۱۷. - گاهی اوقات به ماتیلدا بتام نسبت داده می‌شود
- غزل و آیات، به روابط و پیوندهای آنها. ۱۸۳۵–۱۸۳۷.
- طرح دراماتیک. ۱۸۳۶.

### نقاشی‌ها
ماتیلدا در بین سال‌های ۱۸۰۴ و ۱۸۱۶ گالری‌های زیر را در آکادمی سلطنتی هنر به نمایش گذاشت:
- خانم آرمسترانگ، تا سال ۱۸۰۸
- F. F. Baker, Esq. , توسط ۱۸۰۵
- هاریوت بوکلرک، دوشس سنت آلبانز، تا سال ۱۸۰۴
- خانم بی. بتام، تا سال ۱۸۱۱
- خانم ای بتام، تا سال ۱۸۰۶
- خانم جی. بتام، تا سال ۱۸۱۶
- خانم ام. بتام، تا سال ۱۸۰۵
- آقای R. G. Betham، تا سال ۱۸۱۰
- خانم R. G. Betham، تا سال ۱۸۱۶
- کشیش ویلیام بتام، تا سال ۱۸۱۰
- کشیش ویلیام بتام، تا سال ۱۸۱۲
- آقای بوتون، تا سال ۱۸۰۶
- سر سی آر بوتون، تا سال ۱۸۰۶
- خانم آر. بوتون، تا سال ۱۸۰۷
- خانم راس بوتون، تا سال ۱۸۰۵
- خانم چشایر، تا سال ۱۸۰۶
- آقای کرومی، تا سال ۱۸۰۵
- خانم A. Dove، تا سال ۱۸۱۶
- خانم دانکن، تا سال ۱۸۱۰
- جورج دایر، شاعر، تا سال ۱۸۰۷
- کنتس دیزارت، تا سال ۱۸۰۴
- Rt. محترم لیدی فاکنبرگ، تا سال ۱۸۰۶
- آقای فینوکان، تا سال ۱۸۰۵
- شادی، مینیاتور، تا سال ۱۸۰۸
- Rt. محترم لیدی ای. گامون، تا سال ۱۸۰۷
- خانم سرهنگ گاردنر، تا سال ۱۸۱۶
- خانم ام. گراهام، تا سال ۱۸۰۷
- آقای منرز، تا سال ۱۸۰۴
- خانم منرز، تا سال ۱۸۰۴
- پرتره یک بانو، توسط ۱۸۰۷
- پرتره یک بانو، توسط ۱۸۰۸
- پرتره آقای دوونویل، آقای ساوتی شاعر، و آقایان سی و جی. بتام، تا سال ۱۸۰۸
- خانم پیمار، تا سال ۱۸۱۲
- آقای ساکسون، تا سال ۱۸۰۷
- خود پرتره، توسط ۱۸۱۰
- کشیش پی استوکدیل، تا سال ۱۸۱۱
- خانم سی تامپسون، تا سال ۱۸۰۷
- استاد اف. تامپسون، تا سال ۱۸۰۷
- لیدی ویلسون، تا سال ۱۸۰۶

### مهمانی شام
بتام در سال ۱۸۰۴، کرسیلا را به اشتباه در تاریخ نمادین زن در تمدن غرب هنرمند جودی شیکاگو، مهمانی شام، درج کرد. در اصل کرسیلا، مردی با نام کرسیلاس بود که مجسمه‌ساز بود و به عنوان زنی به نام کرسیلا شناسایی شد. بتا فکر می‌کرد کرسیلاس پس از پولیکلیتوس و فیدیاس در رقابتی برای مجسمه‌سازی هفت آمازون برای معبد آرتمیس در افسس نفرسوم شده‌است.

## یادداشت
ادوارد بیتام نام خانوادگی خود را از بتام به بیتهام تغییر داد. نمایشگاه‌های ۱۸۰۴ تا ۱۸۱۵ به پسر عموی او جین بیتهام نسبت داده شده‌است، اما واقعاً توسط مری ماتیلدا بتام نمایش داده شده‌است.